# Tolypecoccus latebrosus
Tolypecoccus latebrosus är en insektsart som beskrevs av James Mather Hoy 1962. Tolypecoccus latebrosus ingår i släktet Tolypecoccus och familjen filtsköldlöss. Inga underarter finns listade i Catalogue of Life.